# کیت اسنیکت
کیت اسنیکت (به انگلیسی: Kit Snicket)یکی از شخصیت‌های کتاب‌های مجموعه حوادث ناگوار است. کیت اسنیکت خواهر لمونی و ژاک اسنیکت، معشوقه دیویی دینومان، و مادر بئاتریس بودلر دوم است. او چهار ساله بود که شکاف در وی‌اف‌دی آغاز شد و به عضویت بخش آتش نشانی وی‌اف‌دی در آمد.
در کتاب آخر پایان از دیویی بچه‌ای می‌آورد و نام او را بئاتریس می‌گذارد. در کتاب متوجه می‌شویم که کیت و کنت الاف ماجرای عاشقانه ناموفقی در گذشته داشتند. کیت به علت خلافکاری و قتل های بی‌رحمانه کنت الاف از او جدا می شود با این حال کنت الاف مدعی است که همچنان کیت عزیزش را دوست دارد.

## پیشینه
در غار غم‌انگیز وقتی بچه‌ها در زیر دریایی کویکگ می‌روند و با کاپیتان ویدرشینز و [فیونا رو به رو می‌شوند نامی از کیت در نامه‌ای برده می‌شود و در آخر همان کتاب کیت اسنیکت خودش با یک تاکسی پیش بچه‌های بودلر می‌آید و آنها را سوار تاکسی می‌کند.
در خطر ماقبل آخردر ادامه تاکسی سواری کیت بچه‌ها را به یک سفره صبحانه دعوت می‌کند و در این حین واقعیت‌هایی دربارهٔ وی‌اف‌دی را به بچه‌ها می‌گوید. همین‌طور می‌گوید که باردار است. در ادامه می‌فهمیم او به‌دنبال کاپیتان ویدرشینز به دریاها می‌رود.
در پایان کیت به جزیره پایان همراه با یک مکعب عظیم از کتابها می‌آید اما بقدری مجروح و خسته و درمانده‌است که نمی‌تواند از آن مکعب پایین آید مگر در آخر کتاب که کنت الاف او را پایین می‌آورد تا او را زایمان کند و کنت الاف قبل از تولد بچه ی کیت در کنار او می‌میرد. دختر کیت به دنیا می‌آید و نام او را بئاتریس می‌گذارد و بئاتریس به عنوان آخرین دینومان، رئیس بعدی قرارگاهشان یعنی هتل دینومان می‌شود.